# Oskol
Oskol (russisk: Оскол, tr. Oskol; ukrainsk: Оскiл, tr. Oskil) er en flod i Kursk og Belgorod oblast i Rusland og Kharkiv oblast i Ukraine. Den er en venstre biflod til Donets, og er 436 km lang, med et afvandingsområde på 14.680 km².
Floden har sit udspring på det centralrussiske højland, længst øst i Kursk oblast. Den løber derefter sydover gennem Belgorod oblast og de østlige dele af Kharkiv oblast i Ukraine. Okring 10 km før mundingen i Donets ligger Tsjervonoskil-reservoiret, som blev taget i brug i 1958 for produktion af elektricitet. Floden får størstedelen af sin vandføring fra snesmeltning. Den er islagt fra november til marts.
Langs Oskol ligger flere byer: Staryj Oskol, Novyj Oskol og Valujki i Rusland, og Kupjansk i Ukraine.